# Hossa
Hossa (fr. hausse, pot. rynek byka, ang. bull market) – długotrwały trend wzrostowy cen papierów wartościowych lub towarów notowanych na giełdzie papierów wartościowych.
Potoczna nazwa nawiązuje do metody ataku byka – uderza rogami z dołu do góry. Przeciwieństwem hossy jest bessa.